# Indochinamon tritum
Indochinamon tritum is een krabbensoort uit de familie van de Potamidae. De wetenschappelijke naam van de soort is voor het eerst geldig gepubliceerd in 1909 door Alcock.